# TVB Anniversary Awards
La cérémonie des TVB Anniversary Awards (萬千星輝頒獎典禮), officiellement appelée TV Awards Presentation of TVB, récompense les programmes de la chaîne hongkongaise TVB. Malgré la volonté déclarée d'être l'équivalent asiatique des Emmy Awards américains et des Logie Awards australiens, aucun autre chaîne n'est autorisée à faire concourir ses programmes contre ceux de TVB. Les récipiendaires reçoivent une copie de la statuette dorée de TVB anniversary, qui représente un homme et une femme brandissant le logo carré de la chaîne. Les TVB Anniversary Awards ne sont que l'une des trois (quatre avec les Asian Television Awards) cérémonies de récompenses de TVB. Les deux autres organisées avant les Anniversary Awards sont : les TVB Star Awards Malaysia (en) et les StarHub TVB Awards (en) (Singapour).
Les prix du meilleur drama, du meilleur acteur et de la meilleure actrice dans une série dramatique de TVB sont remis pour la première fois en 1997 lors de l'acte final du gala d'anniversaire de TVB qui se tient chaque année le 19 novembre. Plusieurs autres catégories de prix sont introduites au cours des années suivantes. En 2006, l'événement devient une cérémonie de remise de prix distincte et a lieu au mois de décembre. Carol Cheng présente la cérémonie de remise des prix depuis 2006.

## Catégories
Les procédures de nomination et de vote ont varié au fil des ans. Les gagnants sont déterminés selon une combinaison de résultats provenant d'un comité de vote professionnel et du public.

### Catégories actuelles
- Meilleures séries dramatiques (1997–1998, 2005– )
- Meilleur acteur dans un rôle principal (1997– )
- Meilleure actrice dans un rôle principal (1997– )
- Meilleur acteur dans un rôle secondaire (2003– )
- Meilleure actrice dans un rôle secondaire (2003– )
- Personnage masculin le plus populaire (2006– )
- Personnage féminin le plus populaire (2006– )
- Artiste masculin qui s'est le plus amélioré (1998, 2002– )
- Artiste féminine qui s'est le plus améliorée (1998, 2002– )
- Consécration de la carrière (2001– )
- Meilleur animateur (2005– )
- Meilleure émission de variétés (2011– )
- Meilleur programme informatif (2011– )
- Meilleure fonctionnalité spéciale (2014– )
- Chanson à thème de drama la plus populaire (2014– )
- Duo à l'écran le plus populaire (2016– )
- Prix des acteurs professionnels (2012–2014, 2016– )

### Catégories abandonnées
- Meilleure prestation émouvante - Couple (1997)
- Meilleure prestation hilarante - Couple (1997)
- Rôle le plus odieux (1997)
- Acteurs les plus inoubliables (1999)
- Actrices les plus inoubliables (1999)
- Prix d'excellence (1999)
- Mon duo préféré à l'écran (Dramas) (1998–2004)
- Mon duo préféré à l'écran (Non-Dramas) (1998–2004)
- Mes meilleurs personnages de télévision préférés (2000–2004)
- Meilleure série dramatique à l'étranger (2005–2006)
- Acteur TVB de Chine continentale préféré (2007)
- Actrice TVB de Chine continentale préférée (2007)
- Meilleure émission originale (2005–2007)
- Meilleure bande-annonce promotionnelle (2005–2007)
- Meilleur programme informatif ou de variétés (2005–2010)
- Prix de la meilleure performance (2009-2010)
- Programme le plus admirable (2005-2011)
- Prix de popularité TVB.com (2008-2011)
- Meilleure série dramatique classique (2015)

## Audiences
Tous les résultats proviennent de l'audience en direct à Hong Kong, sur la base de l'échelle de Nielsen. Avant 2013, la composition du public était déterminée par CSM Media Research.
| Année | Moyenne | Pic | Téléspectateurs |
| ----- | ------- | --- | --------------- |
| 2019  | 28      | -   | 1,84 million    |
| 2018  | -       | -   |                 |
| 2017  | 29      | -   | 1,85 million    |
| 2016  | 28      | 31  | 1,79 million    |
| 2015  | 29      | 35  | 1,87 million    |
| 2014  | 31      | 34  | 1,99 million    |
| 2013  | 34      | 40  | 2,18 millions   |
| 2012  | 36      | 41  | 2,30 millions   |
| 2011  | 38      | 41  | 2,43 millions   |
| 2010  | 38      | 43  | 2,43 millions   |
| 2009  | 40      | 44  | 2,56 millions   |
| 2008  | 30      | 33  | 1,91 million    |
| 2007  | 29      | 32  | 1,85 million    |
| 2006  | 36      | 39  | 2,30 millions   |

## Premières fois
- Carol Cheng est la première à remporter un Golden Horse Award (de la meilleure actrice, 1988), un Hong Kong Film Award (de la meilleure actrice, 1991), et un TVB Anniversary Award (de la meilleure actrice, 2000). Elle est maîtresse de cérémonie des TVB Anniversary Awards depuis 2006. En 2015, Anthony Wong devient le deuxième acteur à réussir cela avec son prix du meilleur acteur pour son rôle de Kiu Ngo-tin dans Lord of Shanghai (en).
- Charmaine Sheh a remporté 5 TVB Anniversary Awards, plus que tout autre personne (deux de la meilleure actrice et trois du personnage féminin le plus populaire). Elle est à égalité avec Liza Wang, Sheren Tang (en) et Nancy Wu (en) pour ceux de la meilleure actrice. Elle est également connue pour être:
  - La première personne présentée comme « Double TV Queen », une reconnaissance pour une actrice ayant remporté la même année les prix de la meilleure actrice et du personnage féminin le plus populaire. Sheh est la seule actrice à avoir reçu ce titre deux fois.
  - La première actrice à recevoir deux nominations dans le top 5 du personnage féminin le plus populaire la même année (2009). En 2012, Tavia Yeung devient la deuxième actrice à réussir cela.
- Gallen Lo (en) est le premier à remporter le même prix deux années consécutives (meilleur acteur en 1997 et 1998).
- Sheren Tang (en) est la première actrice à remporter le prix de meilleure actrice pendant deux années consécutives (en 2009 et 2010).
- Bobby Au-yeung (en) est le premier ancien élève de la classe d'acteurs de TVB à remporter le prix du meilleur acteur (2000).
- Moses Chan (en) est le premier acteur nommé « Double TV King » en 2007.
- Wayne Lai (en) est le premier et seul acteur à avoir remporté trois prix différents la même année : Meilleur acteur, Personnage masculin le plus populaire et Artiste le plus populaire de tvb.com (2009).
- Myolie Wu (en) est la première et seule actrice à avoir remporté trois prix différents la même année : Meilleure actrice, Personnage féminin le plus populaire et Artiste féminine élégante la plus extraordinaire (2011).
- Tavia Yeung est la première et seule personne à avoir remporté des prix dans quatre catégories différentes : Meilleure artiste féminine (2003), Meilleure actrice dans un second rôle (2008), Personnage féminin le plus populaire (2009) et Meilleure actrice (2012).
- Sheren Tang (en) est le premier élève de la classe d'acteurs de TVB à remporter le prix de meilleure actrice (2009), suivi de Tavia Yeung (2012) et Nancy Wu (2015).

## Records

### Les plus récompensés
- Le plus de récompenses pour un drama :
  - War and Beauty (en) remporte 9 prix en 2004, dont:
    - Mon acteur préféré dans un rôle principal (Bowie Lam)
    - Mon actrice préférée dans un rôle principal (Gigi Lai)
    - Mon acteur préféré (Chan Hung-lit)
    - Mon actrice Powerhouse préférée (Sheren Tang (en))
    - Mon Top 12 des personnages préférés de la télévision (Bowie Lam pour le rôle de Sun Bak-yeung)
    - Mon Top 12 des personnages préférés de la télévision (Gigi Lai pour le rôle de Hongiya Yuk-ying)
    - Mes 12 meilleurs personnages TV préférés (Sheren Tang (en) pour le rôle de Niuhuru Yu-yuet)
    - Mes 12 personnages TV préférés (Moses Chan (en) pour le rôle de Hung Mo)
    - Mon Top 12 des personnages préférés de la télévision (Charmaine Sheh pour le rôle de Dongiya Yi-sun)
- Le plus de récompenses pour un homme
  - Gallen Lo (en) et Raymond Lam (en) (7)
- Le plus de récompenses pour une femme
  - Charmaine Sheh (10)

### Records chez les acteurs
Meilleur acteur (TV King)
| Record                                              | Acteur           | Nombre de fois | Année                               |
| --------------------------------------------------- | ---------------- | -------------- | ----------------------------------- |
| Le plus de prix                                     | Gallen Lo (en)   | 3              | 1997, 1998, 2002                    |
| Le plus de prix                                     | Wayne Lai (en)   | 3              | 2009, 2010, 2012                    |
| Le plus de prix                                     | Roger Kwok (en)  | 3              | 2003, 2005, 2014                    |
| Le plus de victoires consécutives                   | Gallen Lo        | 2              | 1997 à 1998                         |
| Le plus de victoires consécutives                   | Wayne Lai        | 2              | 2009 à 2010                         |
| Most nominations in top 5                           | Moses Chan (en)  | 11             | 2002, 2005 à 2012, 2015, 2017       |
| Le plus de nominations consécutives dans le top 5   | Moses Chan       | 8              | 2005 à 2012                         |
| Le plus de nominations sans victoires dans le top 5 | Raymond Lam (en) | 7              | 2002, 2006 à 2008, 2010, 2012, 2014 |
| Plus jeune gagnant                                  | Louis Koo        | n/a            | âgé de 29 ans en 1999               |
| Plus vieux gagnant                                  | Ha Yu (en)       | n/a            | âgé de 62 ans en 2008               |
| Plus jeune nommé dans le top 5                      | Raymond Lam      | n/a            | âgé de 23 ans en 2002               |
| Plus vieux nommé dans le top 5                      | Chung King-fai   | n/a            | âgé de 68 ans en 2005               |

- Double TV King
  - Fait référence à un acteur ayant remporté les prix du meilleur acteur et du personnage masculin le plus populaire la même année.
    - Moses Chan (en) pour Heart of Greed (en) (2007)
    - Wayne Lai (en) pour Rosy Business (en) (2009)
    - Kevin Cheng pour Ghetto Justice (en) (2011)

Meilleure actrice (TV Queen)
| Record                                              | Actrice            | Nombre de fois | Années                                                         |
| --------------------------------------------------- | ------------------ | -------------- | -------------------------------------------------------------- |
| Le plus de prix                                     | Liza Wang          | 2              | 2001, 2005                                                     |
| Le plus de prix                                     | Sheren Tang (en)   | 2              | 2009, 2010                                                     |
| Le plus de prix                                     | Charmaine Sheh     | 2              | 2006, 2014                                                     |
| Le plus de prix                                     | Nancy Wu (en)      | 2              | 2015, 2016                                                     |
| Le plus de victoires consécutives                   | Sheren Tang        | 2              | 2009 à 2010                                                    |
| Le plus de victoires consécutives                   | Nancy Wu           | 2              | 2015 à 2016                                                    |
| Le plus de nominations dans le top 5                | Charmaine Sheh     | 10             | 2000 à 2001, 2003 à 2004, 2006 à 2007, 2009 à 2010, 2012, 2014 |
| Le plus de nominations dans le top 5                | Jessica Hsuan (en) | 10             | 1997, 1999 à 2005, 2007, 2017                                  |
| Le plus de nominations consécutives dans le top 5   | Jessica Hsuan      | 7              | 1999 à 2005                                                    |
| Le plus de nominations sans victoires dans le top 5 | Linda Chung        | 7              | 2008, 2010 à 2015                                              |
| Plus jeune gagnante                                 | Ada Choi (en)      | n/a            | âgée de 25 ans en 1998                                         |
| Gagnante la plus âgée                               | Liza Wang          | n/a            | âgée de 58 ans en 2005                                         |
| Plus jeune nommé dans le top 5                      | Ada Choi           | n/a            | âgée de 24 ans en 1997                                         |
| Plus jeune nommé dans le top 5                      | Linda Chung        | n/a            | âgée de 24 ans en 2008                                         |
| Nommée la plus âgée dans le top 5                   | Liza Wang          | n/a            | âgée de 68 ans en 2015                                         |
| Nommée la plus âgée dans le top 5                   | Nina Paw (en)      | n/a            | âgée de 68 ans en 2017                                         |

- Double TV Queen
  - Fait référence à une actrice ayant remporté les prix de meilleure actrice et de personnage féminin le plus populaire la même année.
    - Charmaine Sheh reçoit ce titre 2 fois. Une fois en 2006 pour Maidens' Vow (en), puis en 2014 pour Line Walker.
    - En 2011, Myolie Wu (en) remporte le prix de la meilleure actrice pour Curse of the Royal Harem (en) et du personnage féminin le plus populaire pour Ghetto Justice (en).
    - En 2013, Kristal Tin (en) remporte  les deux prix pour Brother's Keeper (en).

Meilleur acteur dans un rôle secondaire
| Record                               | Acteur          | Nombre de fois | Années                |
| ------------------------------------ | --------------- | -------------- | --------------------- |
| Le plus de nominations dans le top 5 | Paul Chun       | 3              | 2003, 2005, 2007      |
| Le plus de nominations dans le top 5 | Wayne Lai (en)  | 3              | 2005 à 2006, 2008     |
| Le plus de nominations dans le top 5 | Kenneth Ma (en) | 3              | 2005, 2009, 2013      |
| Le plus de nominations dans le top 5 | Benz Hui        | 3              | 2007, 2013 à 2014     |
| Le plus de nominations dans le top 5 | Him Law (en)    | 3              | 2008, 2012 à 2013     |
| Le plus de nominations dans le top 5 | Elliot Ngok     | 3              | 2009, 2012 à 2013     |
| Le plus de nominations dans le top 5 | Ngo Ka-nin (en) | 3              | 2009 à 2011           |
| Gagnant le plus jeune                | Kalok Chow      | n/a            | âgé de 24 ans en 2019 |
| Gagnant le plus âgé                  | Benz Hui        | n/a            | âgé de 65 ans en 2013 |
| Plus jeune nommé dans le top 5       | Him Law         | n/a            | âgé de 24 ans en 2008 |
| Plus jeune nommé dans le top 5       | Kalok Chow      | n/a            | âgé de 24 ans en 2019 |
| Nommé dans le top 5 le plus âgé      | Chung King-fai  | n/a            | âgé de 69 ans en 2006 |

Meilleure actrice dans un rôle secondaire
| Record                               | Actrice            | Nombre de fois | Année                  |
| ------------------------------------ | ------------------ | -------------- | ---------------------- |
| Le plus de récompenses               | Fala Chen          | 2              | 2007, 2010             |
| Le plus de nominations dans le top 5 | Elena Kong (en)    | 5              | 2010, 2012 à 2015      |
| Gagnante la plus jeune               | Fala Chen          | n/a            | âgée de 25 ans en 2007 |
| Gagnante la plus âgée                | Susan Tse (en)     | n/a            | âgée de 56 ans en 2009 |
| Plus jeune nommée dans le top 5      | Fala Chen          | n/a            | âgée de 25 ans en 2007 |
| Nommée dans le top 5 la plus âgée    | Lee Heung-kam (en) | n/a            | âgée de 76 ans en 2008 |

Personnage masculin le plus populaire
| Record                 | Acteur           | Nombre de fois                | Années                |
| ---------------------- | ---------------- | ----------------------------- | --------------------- |
| Le plus de récompenses | Kenneth Ma (en)  | 3                             | 2012, 2017, 2018      |
| Le plus de récompenses | Raymond Lam (en) | 3                             |                       |
| Le plus de nominations | 6                | 2006 à 2008, 2010, 2012, 2014 |                       |
| Gagnant le plus jeune  | n/a              | âgé de 29 ans en 2008         |                       |
| Gagnant le plus âgé    | Benz Hui         | n/a                           | âgé de 66 ans en 2014 |
| Nommé le plus jeune    | Ricco Ng         | n/a                           | âgé de 21 ans en 2019 |
| Nommé le plus âgé      | Ha Yu (en)       | n/a                           | âgé de 62 ans en 2008 |

Personnage féminin le plus populaire
| Record                 | Actrice            | Nombre de fois | Années                  |
| ---------------------- | ------------------ | -------------- | ----------------------- |
| Le plus de récompenses | Charmaine Sheh     | 3              | 2006, 2010, 2014        |
| Le plus de nominations | Charmaine Sheh     | 6              | 2006 à 2010, 2012, 2014 |
| Gagnante la plus jeune | Sisley Choi (en)   | n/a            | âgée de 26 ans en 2017  |
| Gagnante la plus âgée  | Louise Lee (en)    | n/a            | âgée de 58 ans en 2008  |
| Nommée la plus jeune   | Linda Chung        | n/a            | âgée de 23 ans en 2007  |
| Nommée la plus âgée    | Lee Heung-kam (en) | n/a            | âgée de 78 ans en 2010  |

Artiste masculin qui s'est le plus amélioré
| Record                | Acteur               | Âge | Année |
| --------------------- | -------------------- | --- | ----- |
| Gagnant le plus jeune | Raymond Lam (en)     | 23  | 2003  |
| Gagnant le plus âgé   | Jonathan Cheung (en) | 34  | 2016  |
| Nommé le plus jeune   | Raymond Lam (en)     | 23  | 2003  |
| Nommé le plus âgé     | Kenny Wong (en)      | 43  | 2006  |

Artiste féminine qui s'est le plus améliorée
| Record                | Actrice        | Âge | Année |
| --------------------- | -------------- | --- | ----- |
| Gagnant la plus jeune | Linda Chung    | 22  | 2006  |
| Gagnant la plus âgée  | Ali Lee (en)   | 34  | 2016  |
| Nommée la plus jeune  | Katy Kung (en) | 22  | 2011  |
| Nommée la plus âgée   | Mimi Lo (en)   | 36  | 2010  |